# Erycina pusilla
 (octobre 2022).
La mise en forme du texte ne suit pas les recommandations de Wikipédia : il faut le « wikifier ».
Les points d'amélioration suivants sont les cas les plus fréquents. Le détail des points à revoir est peut-être précisé sur la page de discussion.
- Les titres sont pré-formatés par le logiciel. Ils ne sont ni en capitales, ni en gras.
- Le texte ne doit pas être écrit en capitales (les noms de famille non plus), ni en gras, ni en italique, ni en « petit »…
- Le gras n'est utilisé que pour surligner le titre de l'article dans l'introduction, une seule fois.
- L'italique est rarement utilisé : mots en langue étrangère, titres d'œuvres, noms de bateaux, etc.
- Les citations ne sont pas en italique mais en corps de texte normal. Elles sont entourées par des guillemets français : « et ».
- Les listes à puces sont à éviter, des paragraphes rédigés étant largement préférés. Les tableaux sont à réserver à la présentation de données structurées (résultats, etc.).
- Les appels de note de bas de page (petits chiffres en exposant, introduits par l'outil «  Source ») sont à placer entre la fin de phrase et le point final[comme ça].
- Les liens internes (vers d'autres articles de Wikipédia) sont à choisir avec parcimonie. Créez des liens vers des articles approfondissant le sujet. Les termes génériques sans rapport avec le sujet sont à éviter, ainsi que les répétitions de liens vers un même terme.
- Les liens externes sont à placer uniquement dans une section « Liens externes », à la fin de l'article. Ces liens sont à choisir avec parcimonie suivant les règles définies. Si un lien sert de source à l'article, son insertion dans le texte est à faire par les notes de bas de page.
- La présentation des références doit suivre les conventions bibliographiques. Il est recommandé d'utiliser les modèles {{Ouvrage}}, {{Chapitre}}, {{Article}}, {{Lien web}} et/ou {{Bibliographie}}. Le mode d'édition visuel peut mettre en forme automatiquement les références.
- Insérer une infobox (cadre d'informations à droite) n'est pas obligatoire pour parachever la mise en page.

Pour une aide détaillée, merci de consulter Aide:Wikification.
Si vous pensez que ces points ont été résolus, vous pouvez retirer ce bandeau et améliorer la mise en forme d'un autre article.
Espèce
Synonymes
- Epidendrum pusillum L., Sp. Pl. ed. 2: 1352 (1763)
- Cymbidium pusillum (L.) Sw., Nova Acta Regiae Soc. Sci. Upsal. 6: 74 (1799)
- Oncidium pusillum (L.) Mutel, Mém. Soc. Roy. Centr. Agric. Dépt. N. 1835-1836: 84 (1837)
- Tolumnia pusilla (L.) Hoehne, Ic. Orch. Bras.: 231 (1949)
- Psygmorchis pusilla (L.) Dodson & Dressler, Phytologia 24: 288 (1972)
- Oncidium iridifolium Kunth in F.W.H.von Humboldt, A.J.A.Bonpland & C.S.Kunth, Nov. Gen. Sp. 1: 344 (1816)
- Epidendrum ventilabrum Vell., Fl. Flumin. 9: t. 32 (1831)
- Oncidium allemanii Barb.Rodr., Gen. Spec. Orchid. 2: 185 (1882)
- Oncidium pusillum var. megalanthum Schltr., Repert. Spec. Nov. Regni Veg. Beih. 27: 115 (1924)
- Psygmorchis allemanii (Barb.Rodr.) Garay & Stacy, Bradea 1: 408 (1974)
- Erycina allemanii (Barb.Rodr.) N.H.Williams & M.W.Chase, Lindleyana 16: 136 (2001)

Erycina pusilla est une espèce de plantes à fleurs de la famille des Orchidaceae (les orchidées) et de la sous-tribu des Oncidiinae.

## Distribution

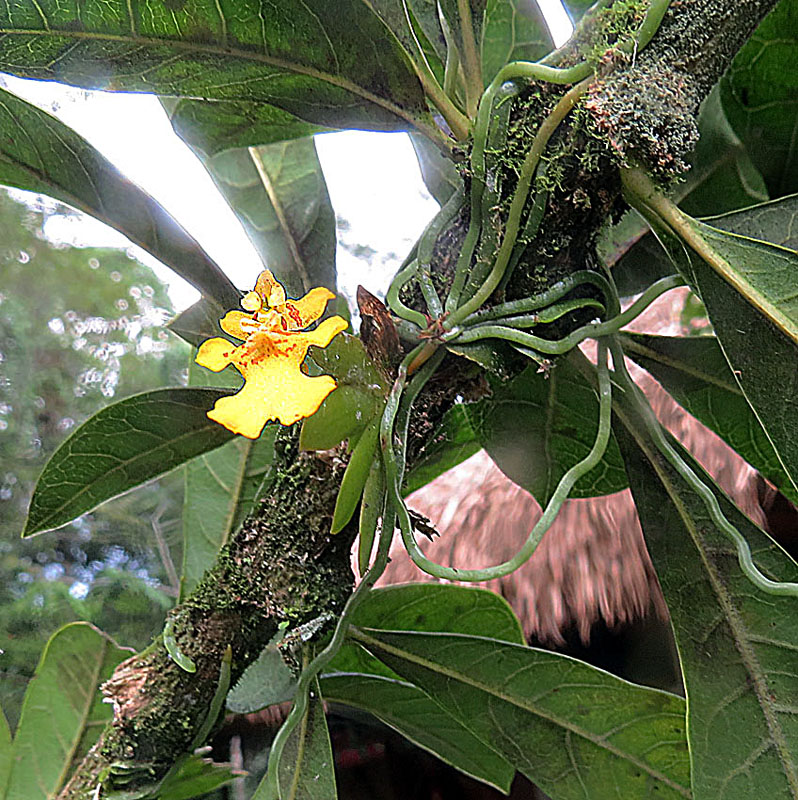
Erycina Pusilla dans son milieu naturel, en Équateur.

Erycina pusilla est une espèce néotropicale. Son aire de répartition inclut l'Amérique du Sud et l'Amérique centrale, le sud du Mexique, les Caraïbes et le sud de la Floride. 

## Description

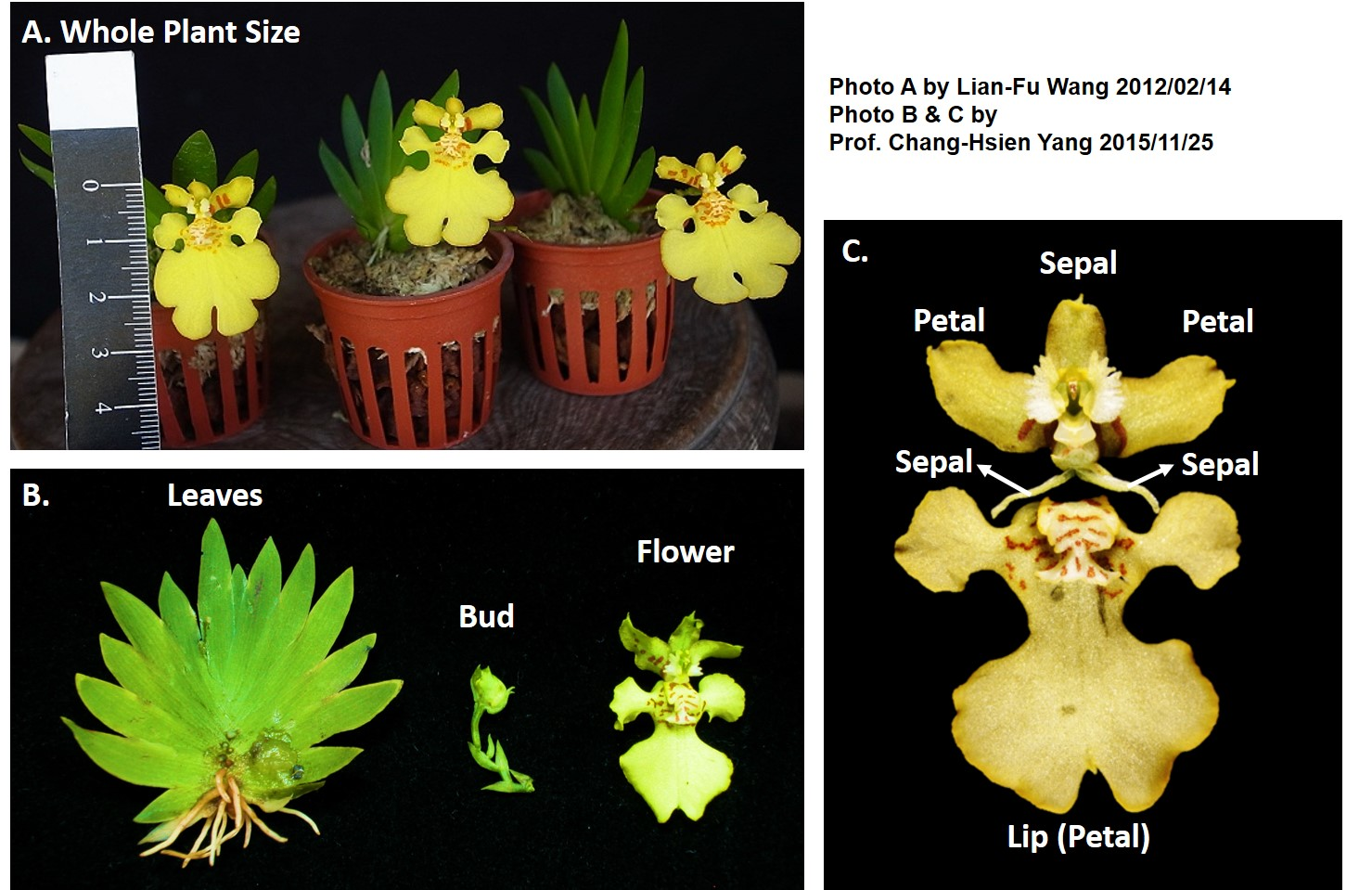
Description de la plante.

Les feuilles sont lancéolées et arrangées en éventail. À la différence d'autres orchidées similaires, E. pusilla ne développe jamais de feuilles repliées sur leur longueur ni d'organes de réserves (pseudobulbes).

## Utilisation en science
C'est une plante modèle du fait de sa petite taille, de sa facilité de culture in vitro et sa rapidité de croissance.
C'est un modèle de la culture des Oncidium et Oncidiinae. Le génome du chloroplaste de la plante a été séquencé en 2012.
Une procédure de transformation génétique par le biais d’Agrobacterium a été publiée en  2015.

## Publication originale
- Williams N.H. & Chase M.W., 2001. Lindleyana 16(2): 136.

## Liens
- Ressources relatives au vivant :   - Global Biodiversity Information Facility
  - iNaturalist
  - Interim Register of Marine and Nonmarine Genera
  - International Plant Names Index
  - The Plant List
  - Plants of the World Online
  - Species+
  - TAXREF (INPN)
  - Tropicos
  - World Checklist of Selected Plant Families
  - World Register of Marine Species